# Traité de Münster (janvier 1648)
Pour les articles homonymes, voir Traité de Münster.
Ne doit pas être confondu avec Traité de Münster (octobre 1648).
Le traité de Münster, également connu en tant que paix de Münster, est un traité de paix conclu le 30 janvier 1648 à Münster entre le roi d'Espagne et les seigneurs des États généraux des Provinces-Unies. Il officialise la scission des Pays-Bas espagnols en deux entités et octroie l'indépendance aux Provinces-Unies par rapport à leur souverain, le roi d'Espagne. Le traité fait partie de la paix de Westphalie qui met fin à la guerre de Trente Ans et à la guerre de Quatre-Vingts Ans.

## Contexte national
Les Dix-Sept Provinces des Pays-Bas sont passées sous souveraineté espagnole depuis que l'Empereur Charles Quint les a léguées à son fils, Philippe II.
La révolte des gueux, ou guerre de Quatre-Vingts Ans (1566-1648), est la révolte des sept Provinces-Unies des Pays-Bas contre leur souverain espagnol de la maison des Habsbourg.
L'Espagne réussit, dans un premier temps, à éliminer la rébellion. Cependant, en 1572, les rebelles conquièrent Brielle, relançant la rébellion. Durant la révolte, les Pays-Bas septentrionaux deviennent de facto indépendants et connaissent une forte croissance au point de devenir une puissance mondiale grâce à leur importante flotte marchande. Cette période de croissance économique est aussi scientifique et culturelle. Toutefois, les Pays-Bas méridionaux restent sous domination espagnole. Malgré de nombreuses tentatives, les Hollandais ne parviennent pas à expulser les Espagnols. Durant les dernières années de la guerre, les Français s'allient aux Hollandais et prennent les Espagnols à revers. 
Dès 1648, d'importantes régions des Pays-Bas méridionaux sont perdues au profit de la France et, malgré les succès militaires d'Andries Bicker (en), de Cornelis de Graeff et d'autres, un compromis semble le meilleur moyen de mettre un terme au conflit entre la couronne espagnole et les provinces révoltées.

## Négociations et paix

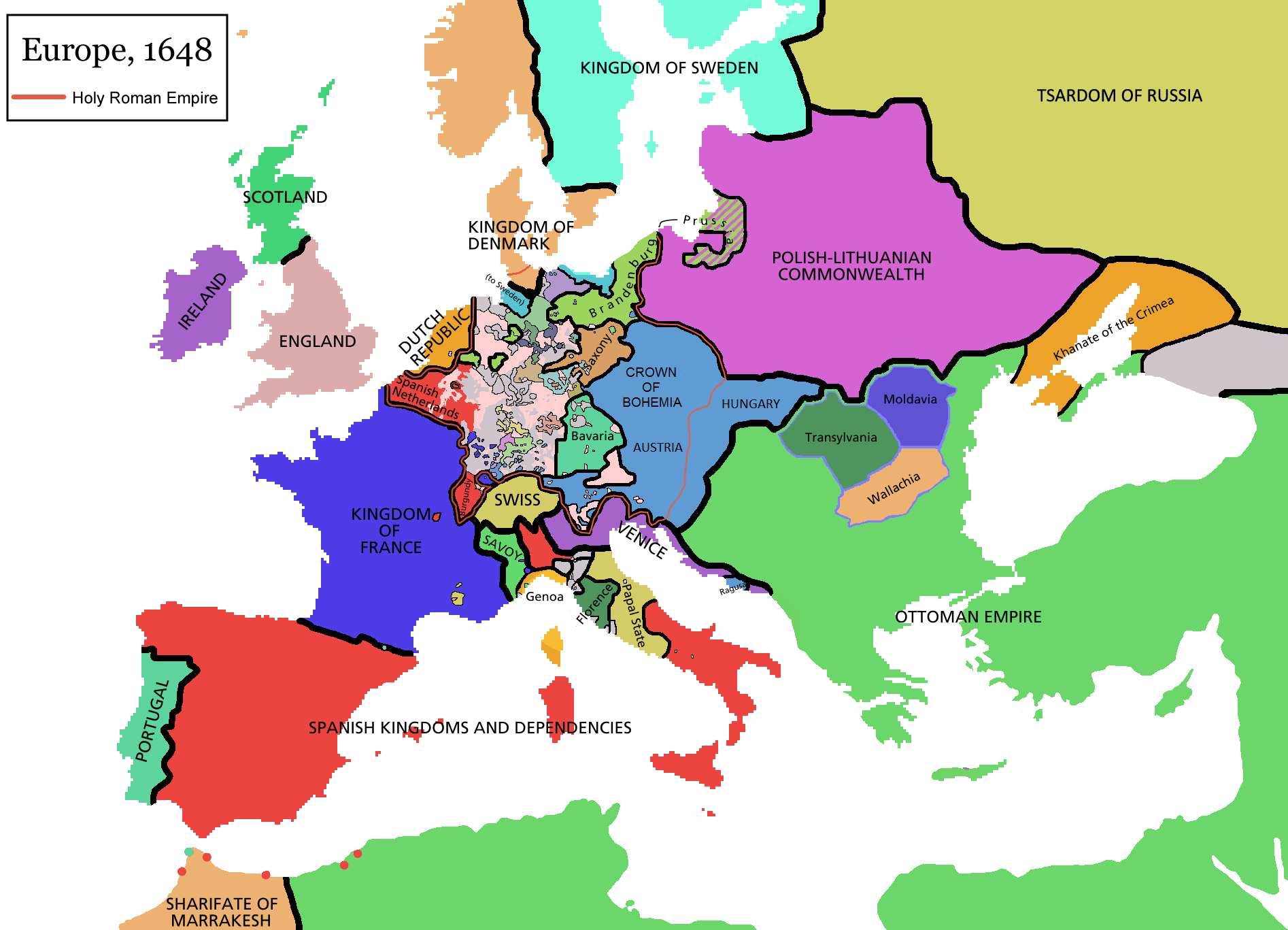
L'Europe après la paix de Westphalie en 1648.

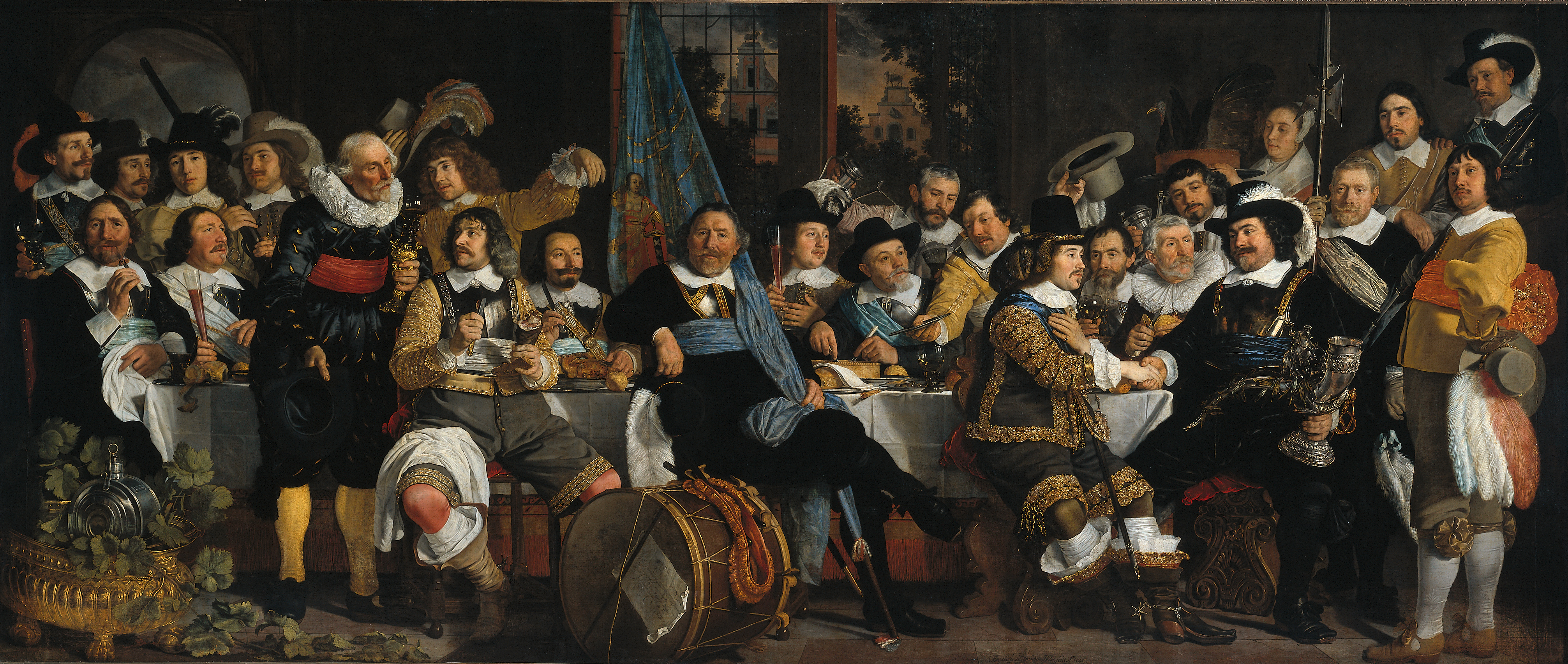
La célébration du paix de Münster par la Garde civique de Amsterdam par Bartholomeus van der Helst (1648).

Les négociations entre les belligérants commencent en 1641 dans les villes de Münster et d'Osnabrück.
Malgré le fait qu'il ne sont pas reconnus officiellement comme État indépendant, les états généraux des Provinces-Unies sont autorisés à participer aux négociations de paix. En janvier 1646, huit représentants des Provinces-Unies (dont deux de Hollande et un de chacune des six autres provinces) arrivent à Münster pour commencer les négociations. Les représentants espagnols ont reçu d'importants pouvoirs de la part du roi espagnol Philippe IV qui souhaite la paix depuis des années. Le 30 janvier 1648, les parties parvinrent à un accord et le texte est envoyé à La Haye et à Madrid afin d'être signé. Le 15 mai, la paix était instaurée et les Provinces-Unies sont reconnues comme État indépendant.
Une copie originale du traité se trouve au Rijksarchief (archives nationales néerlandaises) à La Haye.

## Conséquences

### Chambre mi-partie (1648-1675)
Lors du Traité de Münster de 1648, le roi d'Espagne et les états généraux des Provinces-Unies ont conclu un accord afin de créer une haute cour internationale de justice, la Chambre mi-partie. Malgré des discussions et négociations de paix vaines entre 1632 et 1633, ce n'est qu'en 1648 que la Chambre mi-partie devient effective. Cette dernière exerça ses activités jusqu'en 1657. En 1675, la Chambre mi-partie ne se retrouve plus dans les résolutions des commettants. Aucune décision formelle de suppression ne fut déclarée.[réf. nécessaire]
Le nom de Chambre mi-partie n'est pas neuf. En effet, on en retrouve en France au XVIe siècle. Celle-ci était composée de juges de confessions protestante et catholique romaine. Les juges devaient se prononcer sur des affaires où des personnes des deux confessions étaient opposées.[réf. nécessaire]

### Organisation
Comme les deux souverains pouvaient comparaître devant la Chambre, celle-ci se plaçait sur pied d'égalité avec ses commettants. Cependant, dans de telles conditions, la Chambre était qualifiée de cour d'arbitrage. Selon, l'importance des différents jugements le collège était complet ou non. Par exemple lorsqu'il s'agissait des affaires d’État (la plus importante), le collège devait être au complet. Par contre, lorsqu'il s'agissait d'affaires plus modestes, les juges n'étaient pas au complet mais cela devait se faire d'un commun accord des deux partis. La présidence était toujours un représentant du roi. Les juges étaient choisis parmi les conseillers du Grand Conseil des Pays-Bas à Malines et les conseils provinciaux étaient issus des différents conseils : deux du Conseil de Flandre, un du Conseil de Gueldre, deux issus du Grand Conseil et enfin du Conseil du Brabant. Le nombre de huit membres fut atteint avec le pensionnaire d'Anvers. D'autre part, aux Provinces-Unies et les états généraux, on compte des délégués des états provinciaux. Seulement deux « beroepjuristen » ont été choisis, ceux de la Cour de Hollande et de Zélande et du Conseil suprême de Hollande et de Zélande.[réf. nécessaire]
Enfin, un prêtre ainsi qu'un pasteur étaient présents dans cette institution.[réf. nécessaire]

### Compétences et activités
Les compétences de la Chambre mi-partie sont directement issues du traité de paix. De ce fait, la Chambre était une innovation au point de vue international car il s'agissait d'une institution indépendante et permanente.[réf. nécessaire]
Le but de la Chambre mi-partie était de rapprocher les deux parties l'une vers l'autre via une transaction. Si aucun accord n'était trouvé alors une procédure devait être engagée, elle devait être la plus courte possible. Pour empêcher, les deux parties d'user de ces procédures, des amendes étaient prévues.[réf. nécessaire]
Un vote déclarait le jugement. Si partage il y avait, alors trois juges étaient adjoints que l'on désignait pour être d'un côté de l'autre et un nouveau vote avait lieu. Cependant, la Chambre mi-partie n'exécutait pas les jugements, c'était la cour de « justice ordinaire » qui les prenait en charge.[réf. nécessaire]

## Ministres plénipotentiaires
Les deux ministres plénipotentiaires du roi d'Espagne sont :
- Don Gaspar de Bracamonte y Guzmán, comte de Penaranda ;
- Antoine Brun, chevalier et conseiller du roi pour les affaires des Pays-Bas et de Bourgogne.

Les ministres plénipotentiaires des états généraux des Provinces-Unies sont :
- Bartolt van Gent, seigneur de Loenen et de Meynerswick, sénéchal et dycgrave de Bommel, Tieler et Bommelverden et député de la noblesse de l'État de Gueldre ;
- Johan van Matenesse, seigneur de Matenesse, Rivere, Opmeer, Souteven et député au Conseil ordinaire des États de Hollande et de Westfrise ;
- Adrian Pauw, chevalier et seigneur de Hemstede, Hogersmilde, député à l'Assemblée des seigneurs des états généraux, représentant l'État de Hollande ;
- Jean de Knuyt, chevalier et seigneur de Vieux et Nouveau Vosmar, premier représentant de la noblesse aux États et Conseil du comté de Zélande et député à l'Assemblée des seigneurs des états généraux ;
- Godard de Reede, seigneur de Nederhorst, Vredelandt, Cortehoeff, Overmeer, etc., président de l'Assemblée de la province d'Utrecht et député à l'Assemblée des seigneurs des états généraux ;
- François de Donia, seigneur de Hinnema et Hielsum, député à l'Assemblée des seigneurs des états généraux, représentant la Frise ;
- Guillaume Ripperda, seigneur de Hengeloo, Boxberghen, Boculo et Ruffenbergh, député de la noblesse de la province d'Overryssel, à l'Assemblée des seigneurs des états généraux ;
- Adrian Clant de Stedum, seigneur de Nittersum et député ordinaire de la province et de la ville de Groeninghen et Ommelandes à l'Assemblée des seigneurs des états généraux.

## Sources
- (en) Cet article est partiellement ou en totalité issu de l’article de Wikipédia en anglais intitulé « Peace of Münster » (voir la liste des auteurs).

## Compléments

### Lectures approfondies
- - C. Streefkerk, De Chambre Mi-Partie van het Munsterse Vredentraktaat ; een verkennend onderzoek naar de geschiedenis van een internationaal hof van justitie, Amsterdam, 1980.
  - C. Streefkek, « Cedant arma togae ; de sententiën van de Chambre Mi-Partie, 1654-1657 », dans Verslagen en mededelingen van de Stichting tot uitgaaf der bronnen van het oud-vaderlandse recht, nouvelle série, t. V, 1987, p. 103-116.
  - L. Van Aitzema, Saken van Staet en Oorlogh, t. V, La Haye, 1669-1771, p. 610-611.
  - E. Helin, J. Grauwels et M.R. Thielamans, Inventaire des archives de la Jointe des terres contestées, Bruxelles, 1952.